# Michael Jacobs (Filmproduzent)

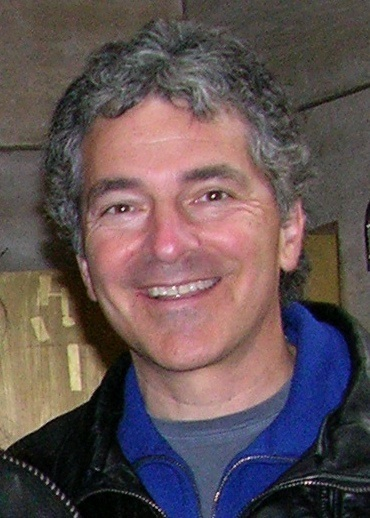
Michael Jacobs (2006)

Michael Jacobs (* 28. Juni 1955 in Highland Park, New Jersey) ist ein US-amerikanischer Drehbuchautor und Filmproduzent.

## Leben
Jacobs hatte seinen ersten Erfolg, als sein Bühnenstück Cheaters nach seiner Premiere in Florida 1978 am Broadway am Biltmore Theatre in New York City zur Aufführung kam. 1980 entstand daraus auch ein Fernsehfilm mit Jack Kruschen und Patricia Barry. Nachdem er zunächst Off-Broadway weiter für das Theater geschrieben hatte, stieg er Mitte der 1980er Jahre ins Fernsehgeschäft ein und entwickelte seither zahlreiche Fernsehserien, die hauptsächlich der Gruppe der Sitcoms zuzuordnen sind. Zu seinen bekanntesten Schöpfungen zählen die Puppenserie Die Dinos sowie Das Leben und Ich und Das Leben und Riley. Bei den meisten seiner Serien trat er auch als Ausführender Produzent auf. Für seine bislang einzige Spielfilmproduktion, Quiz Show, war er zusammen mit Julian Krainin, Michael Nozik und Robert Redford für den Oscar in der Kategorie Bester Film nominiert. Der Film war ebenfalls für den BAFTA Film Award nominiert, ging aber jeweils leer aus. 2015 war Jacobs für Das Leben und Riley für den Primetime Emmy nominiert.

## Filmografie (Auswahl)

### Drehbuch
- 1987–1990: Ein Vater zuviel (My Two Dads) (Fernsehserie)
- 1984–1990: Charles in Charge (Fernsehserie)
- 1991–1994: Die Dinos (Dinosaurs) (Fernsehserie)
- 1993: Harlem Hip Hop (Where I Live) (Fernsehserie)
- 1997–1998: Bezaubernder Dschinni (You Wish) (Fernsehserie)
- 1993–2000: Das Leben und Ich (Boy Meets World) (Fernsehserie)
- 2014–2016: Das Leben und Riley (Girl Meets World) (Fernsehserie)

### Produktion
- 1984–1985: Charles in Charge
- 1987–1990: Ein Vater zuviel (My Two Dads) (Fernsehserie)
- 1991–1992: The Torkelsons
- 1991–1994: Die Dinos (Dinosaurs) (Fernsehserie)
- 1994: Quiz Show
- 1993–2000: Das Leben und ich (Boy Meets World) (Fernsehserie)
- 1997: Bezaubernder Dschinni (You Wish) (Fernsehserie)
- 1999: Zoe, Duncan, Jack & Jane
- 2014–2016: Das Leben und Riley (Girl Meets World) (Fernsehserie)

## Broadway
- 1978: Cheaters
- 2009: Impressionism

## Auszeichnungen
- 1995: Oscar-Nominierung in der Kategorie Bester Film für Quiz Show
- 1995: BAFTA-Film-Award-Nominierung in der Kategorie Bester Film für Quiz Show
- 2015: Primetime-Emmy-Nominierung in der Kategorie Outstanding Children’s Program für Das Leben und Riley